# Nati nel 1979/Novembre
| Questa pagina contiene informazioni ricavate automaticamente dalle voci biografiche con l'ausilio del template Bio e di un bot. L'aggiornamento è periodico e automatico e ricostruisce completamente la pagina. Se manca una persona in questa lista, sei pregato di non aggiungerla, ma accertati piuttosto che la sua voce biografica contenga il template Bio e che i dati anagrafici siano correttamente compilati. Se il template Bio manca, inseriscilo tu stesso o, in alternativa, metti l'avviso {{tmp\|Bio}} che ne segnala la mancanza. Se i dati riportati sono sbagliati, correggi direttamente la voce biografica; le modifiche saranno visibili in questa lista entro pochi giorni. Per chiarimenti vedi il progetto biografie. La lista contiene solo le 336 persone che sono citate nell'enciclopedia e per le quali è stato implementato correttamente il template Bio. Pagina aggiornata al 18 ago 2025. |

- 1º novembre - Alice Basso, scrittrice italiana
- 1º novembre - Oksana Baulina, giornalista russa († 2022)
- 1º novembre - Coco Crisp, ex giocatore di baseball statunitense
- 1º novembre - David Cuéllar, ex calciatore spagnolo
- 1º novembre - Luís Delgado, ex calciatore angolano
- 1º novembre - Milan Dudić, ex calciatore serbo
- 1º novembre - Christophe Edaleine, ex ciclista su strada francese
- 1º novembre - Atsuko Enomoto, doppiatrice giapponese
- 1º novembre - Luca Ferrante, attore e doppiatore italiano
- 1º novembre - Tommy Knarvik, allenatore di calcio e ex calciatore norvegese
- 1º novembre - Darjuš Lavrinovič, ex cestista lituano
- 1º novembre - Kšyštof Lavrinovič, ex cestista lituano
- 1º novembre - Marcello Nardis, tenore e pianista italiano
- 1º novembre - Chris Pearson, ex cestista britannico
- 1º novembre - Luis Gatty Ribeiro, calciatore boliviano
- 1º novembre - Andrew Sheridan, ex rugbista a 15, musicista e compositore britannico
- 1º novembre - Paolo Vernazza, ex calciatore inglese
- 1º novembre - Rachel Yankey, allenatrice di calcio e ex calciatrice britannica
- 2 novembre - Vol'ha Barabanščykava, ex tennista bielorussa
- 2 novembre - Matteo Bellina, attore italiano
- 2 novembre - Jon M. Chu, regista, sceneggiatore e produttore cinematografico statunitense
- 2 novembre - Marián Čišovský, calciatore slovacco († 2020)
- 2 novembre - Domino, ex wrestler statunitense
- 2 novembre - Erika Flores, attrice statunitense
- 2 novembre - Dmitrij Murav'ëv, ex ciclista su strada kazako
- 2 novembre - Martin Petráš, procuratore sportivo e ex calciatore slovacco
- 2 novembre - Simone Paolo Puleo, ex calciatore italiano
- 2 novembre - Maria Rooth, hockeista su ghiaccio svedese
- 2 novembre - Taiye Selasi, scrittrice e fotografa britannica
- 2 novembre - Tomáš Zdechovský, poeta, fotografo e scrittore ceco
- 2 novembre - Libor Žůrek, calciatore ceco
- 3 novembre - Pablo Aimar, allenatore di calcio e ex calciatore argentino
- 3 novembre - Édson Bastos, ex calciatore brasiliano
- 3 novembre - Emilian Dolha, ex calciatore rumeno
- 3 novembre - John Eustace, allenatore di calcio e ex calciatore inglese
- 3 novembre - Fredrik Holmberg, allenatore di calcio e ex calciatore svedese
- 3 novembre - Rob Jones, allenatore di calcio e ex calciatore inglese
- 3 novembre - Anis Ben Khaled, judoka tunisino
- 3 novembre - Carlos Mendieta, ex calciatore nicaraguense
- 3 novembre - Samuel Mokédé, ex calciatore svedese
- 3 novembre - Marcelo Sarmiento, ex calciatore argentino
- 3 novembre - Samsaya, cantante e attrice indiana
- 4 novembre - Adrian Blincoe, mezzofondista neozelandese
- 4 novembre - Trishelle Cannatella, modella e attrice statunitense
- 4 novembre - Daisy Eagan, attrice e cantante statunitense
- 4 novembre - Audrey Hollander, ex attrice pornografica e regista statunitense
- 4 novembre - Shōichirō Suzuki, giocatore di football americano giapponese
- 5 novembre - Radosław Baran, lottatore polacco
- 5 novembre - Hank Harris, attore statunitense
- 5 novembre - Paolo Mariotti, ex calciatore sammarinese
- 5 novembre - Keith McLeod, ex cestista statunitense
- 5 novembre - Patrick Owomoyela, ex calciatore tedesco
- 5 novembre - Nao Shikata, ex calciatrice giapponese
- 5 novembre - Steven Slocum, wrestler statunitense
- 5 novembre - David Suazo, allenatore di calcio e ex calciatore honduregno
- 5 novembre - Tarek Boudali, attore, regista e sceneggiatore francese
- 6 novembre - Alessandro Ballan, ex ciclista su strada italiano
- 6 novembre - Lisa Berry, attrice canadese
- 6 novembre - Costanza Calabrese, giornalista, conduttrice televisiva e attrice italiana
- 6 novembre - Rudis Corrales, calciatore salvadoregno
- 6 novembre - Peter Crawford, ex cestista australiano
- 6 novembre - Gustaf Crona, ex calciatore svedese
- 6 novembre - Carlos Andrés García, ex calciatore uruguaiano
- 6 novembre - Jackie Moore, ex cestista statunitense
- 6 novembre - Lamar Odom, ex cestista statunitense
- 6 novembre - Gerli Padar, cantante estone
- 6 novembre - Ander Vilariño, pilota automobilistico spagnolo
- 6 novembre - Albert Wohlwend, ex calciatore liechtensteinese
- 7 novembre - Mike Commodore, ex hockeista su ghiaccio canadese
- 7 novembre - Danny Fonseca, ex calciatore costaricano
- 7 novembre - Georgi Gogshelidze, lottatore georgiano
- 7 novembre - Mark Jones, rugbista a 15 e allenatore di rugby britannico
- 7 novembre - Amy Purdy, snowboarder statunitense
- 7 novembre - Joey Ryan, ex wrestler statunitense
- 7 novembre - Irina Seljutina, tennista kazaka
- 7 novembre - Otep Shamaya, cantante e compositrice statunitense
- 7 novembre - Verena Zimmermann-Bonato, attrice tedesca
- 8 novembre - Ömer Rıza, allenatore di calcio e ex calciatore turco
- 8 novembre - Andrea Benatti, ex rugbista a 15 italiano
- 8 novembre - Salvatore Cascio, attore e personaggio televisivo italiano
- 8 novembre - Matteo Cicchitti, musicista italiano
- 8 novembre - Chris Davis, ex giocatore di football americano statunitense
- 8 novembre - Aaron Hughes, ex calciatore nordirlandese
- 8 novembre - Hurula, cantante svedese
- 8 novembre - Marco Marangoni, ex cestista italiano
- 8 novembre - Takahiro Masukawa, ex calciatore giapponese
- 8 novembre - Corinne Maîtrejean, ex schermitrice francese
- 8 novembre - Mozart, allenatore di calcio e ex calciatore brasiliano
- 8 novembre - Simone Origone, sciatore di velocità italiano
- 8 novembre - Dania Ramírez, attrice e modella dominicana
- 8 novembre - Mike Rumph, ex giocatore di football americano statunitense
- 8 novembre - Paul Sackey, rugbista a 15 britannico
- 8 novembre - Vladimir Shishelov, ex calciatore uzbeko
- 8 novembre - Derek Tsang, attore e regista cinese
- 8 novembre - Liz White, attrice britannica
- 8 novembre - Adem Ören, ex cestista turco
- 9 novembre - Casper Ankergren, ex calciatore danese
- 9 novembre - Salvatore Bruno, allenatore di calcio e ex calciatore italiano
- 9 novembre - Zulia Calatayud, mezzofondista e velocista cubana
- 9 novembre - Adam Dunn, ex giocatore di baseball statunitense
- 9 novembre - Caroline Flack, conduttrice televisiva britannica († 2020)
- 9 novembre - Thomas Foley, ex sciatore alpino e sciatore freestyle irlandese
- 9 novembre - Aitor Galdós, ex ciclista su strada spagnolo
- 9 novembre - Cory Hardrict, attore statunitense
- 9 novembre - Jardel, ex giocatore di calcio a 5 portoghese
- 9 novembre - Kim Ju-seong, ex cestista sudcoreano
- 9 novembre - Idrissa Laouali, ex calciatore nigerino
- 9 novembre - Yōsuke Nozawa, ex calciatore giapponese
- 9 novembre - Martin Taylor, ex calciatore inglese
- 9 novembre - Ivan Tkačenko, hockeista su ghiaccio russo († 2011)
- 10 novembre - Renata Bueno, politica brasiliana
- 10 novembre - Erald Dervishi, scacchista albanese
- 10 novembre - Chris Joannou, bassista australiano
- 10 novembre - Kelly da Silva Santos, cestista brasiliana
- 10 novembre - Harsh Mankad, ex tennista indiano
- 10 novembre - Mercedez, ex attrice pornografica statunitense
- 10 novembre - Anthony Réveillère, ex calciatore francese
- 10 novembre - Nader Soliman, ex giocatore di calcio a 5 egiziano
- 10 novembre - Ragnvald Soma, ex calciatore norvegese
- 11 novembre - Radivoje Bukvić, attore serbo
- 11 novembre - Megan Ganong, ex sciatrice alpina statunitense
- 11 novembre - Kenichiro Kogure, allenatore di calcio a 5 e ex giocatore di calcio a 5 giapponese
- 11 novembre - Jeffrey Ptak, pallavolista statunitense
- 11 novembre - Raima Sen, attrice indiana
- 11 novembre - Maksut Šadaev, politico russo
- 12 novembre - An Sang-mi, ex pattinatrice di short track sudcoreana
- 12 novembre - Matt Cappotelli, wrestler statunitense († 2018)
- 12 novembre - Kōstas Charisīs, ex cestista greco
- 12 novembre - Tommaso Chiecchi, ex calciatore italiano
- 12 novembre - Lucas Glover, golfista statunitense
- 12 novembre - Hikmat Hashimov, ex calciatore uzbeko
- 12 novembre - Paola Lavini, attrice italiana
- 12 novembre - Corey Maggette, ex cestista statunitense
- 12 novembre - Katalin Marosi, ex tennista ungherese
- 12 novembre - Gabriel Mercedes, taekwondoka dominicano
- 12 novembre - Suzana Milovanović, ex cestista serba
- 12 novembre - DJ Esco, disc jockey e produttore discografico statunitense
- 12 novembre - Cian O'Connor, cavaliere irlandese
- 12 novembre - Kristīne Opolais, cantante lirica e soprano lettone
- 12 novembre - Agnese Ozoliņa, ex nuotatrice lettone
- 12 novembre - Silvester Sabolčki, calciatore croato († 2003)
- 12 novembre - Muntazar al-Zaydi, giornalista iracheno
- 12 novembre - Cote de Pablo, attrice e modella cilena
- 13 novembre - Nele Deyaert, ex cestista belga
- 13 novembre - Mohamed Jaffer, ex calciatore bahreinita
- 13 novembre - Sami Lehtoranta, ex cestista finlandese
- 13 novembre - Henrik Lundström, ex pallamanista svedese
- 13 novembre - Paweł Magdoń, ex calciatore polacco
- 13 novembre - Jarosław Mazurkiewicz, ex calciatore polacco
- 13 novembre - Manuela Montebrun, ex martellista francese
- 13 novembre - Metta Sandiford-Artest, ex cestista e allenatore di pallacanestro statunitense
- 13 novembre - Pekka Saravo, ex hockeista su ghiaccio finlandese
- 13 novembre - Riccardo Scamarcio, attore e produttore cinematografico italiano
- 13 novembre - Subliminal, rapper e produttore discografico israeliano
- 13 novembre - Jerramy Stevens, ex giocatore di football americano statunitense
- 14 novembre - Vitalij Aab, hockeista su ghiaccio tedesco
- 14 novembre - Carl Hayman, ex rugbista a 15 e allenatore di rugby a 15 neozelandese
- 14 novembre - Cédric Hervé, ex ciclista su strada francese
- 14 novembre - Mavie Hörbiger, attrice tedesca
- 14 novembre - Arman K'aramyan, ex calciatore armeno
- 14 novembre - Artavazd K'aramyan, ex calciatore armeno
- 14 novembre - Olga Kurylenko, attrice e modella ucraina
- 14 novembre - Mpule Kwelagobe, modella botswana
- 14 novembre - Matt LaFleur, allenatore di football americano statunitense
- 14 novembre - Osleidys Menéndez, ex giavellottista cubana
- 14 novembre - Miguel Sabah, ex calciatore messicano
- 14 novembre - Aleksej Sokolov, maratoneta russo
- 14 novembre - Ekaterina Valentinovna Šipulina, danzatrice russa
- 15 novembre - Fahad Al-Subaie, ex calciatore saudita
- 15 novembre - Josemi, ex calciatore spagnolo
- 15 novembre - Robert Kendrick, ex tennista statunitense
- 15 novembre - Edna Kiplagat, maratoneta e mezzofondista keniota
- 15 novembre - Brett Lancaster, ex ciclista su strada e pistard australiano
- 15 novembre - Lotus Juice, rapper e musicista giapponese
- 15 novembre - Aki Nawa, giocatrice di bowling giapponese
- 15 novembre - Albert Rivera, politico spagnolo
- 16 novembre - Edu Albácar, ex calciatore spagnolo
- 16 novembre - Mario Cartelli, ex hockeista su ghiaccio ceco
- 16 novembre - Michael Faustino, attore statunitense
- 16 novembre - Illja Haljuza, ex calciatore ucraino
- 16 novembre - Çağla Kubat, attrice e modella turca
- 16 novembre - István Németh, ex cestista ungherese
- 16 novembre - Dagoberto Portillo, calciatore salvadoregno
- 16 novembre - Sandra Torres, schermitrice venezuelana
- 17 novembre - Mikel Astarloza, ex ciclista su strada spagnolo
- 17 novembre - James Brewerton, ex calciatore gallese
- 17 novembre - Azita Ghanizada, attrice afghana
- 17 novembre - Ndjeka Mukando, ex calciatore della Repubblica Democratica del Congo
- 17 novembre - Carsten Niederberger, pentatleta tedesco
- 17 novembre - Mads Nissen, fotografo danese
- 17 novembre - Fabrice Salanson, ciclista su strada francese († 2003)
- 17 novembre - Meiko Satomura, ex wrestler giapponese
- 17 novembre - Katsuyori Shibata, wrestler giapponese
- 18 novembre - Gil Baroni, produttore cinematografico, regista e sceneggiatore brasiliano
- 18 novembre - Milaisy Duany, ex cestista cubana
- 18 novembre - Jean Ferreira Narde, ex calciatore brasiliano
- 18 novembre - Gabriella Kouassi, ex multiplista francese
- 18 novembre - Neeti Mohan, cantante indiana
- 18 novembre - Perry Mutapa, ex calciatore zambiano
- 18 novembre - Alberto Nosè, pianista italiano
- 18 novembre - Nate Parker, attore, regista e sceneggiatore statunitense
- 19 novembre - Francesco Arca, attore, personaggio televisivo e ex modello italiano
- 19 novembre - Mario Donadoni, ex calciatore italiano
- 19 novembre - Mate Dragičević, ex calciatore croato
- 19 novembre - Juan Carlos Falcón, ex calciatore argentino
- 19 novembre - Ryan Howard, ex giocatore di baseball e attore statunitense
- 19 novembre - Barry Jenkins, regista, sceneggiatore e produttore cinematografico statunitense
- 19 novembre - Larry Johnson, ex giocatore di football americano statunitense
- 19 novembre - Juliano Roberto Antonello, ex calciatore brasiliano
- 19 novembre - Katherine Kelly, attrice britannica
- 19 novembre - Kate McMeeken-Ruscoe, ex cestista neozelandese
- 19 novembre - Gabriel Pizarro, ex rugbista a 15 argentino
- 19 novembre - Jordi Vilches, attore spagnolo
- 19 novembre - Peter Wisgerhof, ex calciatore olandese
- 19 novembre - Mohammed al-Qahtani, terrorista saudita
- 20 novembre - Dmitrij Bulykin, ex calciatore russo
- 20 novembre - Nick Eppehimer, ex cestista statunitense
- 20 novembre - Ruben Gallego, politico statunitense
- 20 novembre - Naide Gomes, multiplista e lunghista saotomense
- 20 novembre - Damir Grgić, allenatore di pallacanestro sloveno
- 20 novembre - Hassan Mostafa, ex calciatore egiziano
- 20 novembre - Mehmet Nas, ex calciatore turco
- 20 novembre - Mitchell Piqué, ex calciatore olandese
- 20 novembre - Jacob Pitts, attore statunitense
- 20 novembre - Bojana Popović, ex pallamanista montenegrina
- 20 novembre - Michael Stocker, ex hockeista su ghiaccio italiano
- 21 novembre - Brandon Dean, ex cestista statunitense
- 21 novembre - Vincenzo Iaquinta, ex calciatore italiano († 2004)
- 21 novembre - Abraham Iniga, calciatore salomonese
- 21 novembre - Anastasija Kapačinskaja, ex velocista russa
- 21 novembre - Pavol Sedlák, allenatore di calcio e ex calciatore slovacco
- 21 novembre - Marija Sidorova, pallamanista russa
- 21 novembre - Agnieszka Stanuch, canoista polacca
- 21 novembre - Stromile Swift, ex cestista statunitense
- 21 novembre - Alex Tanguay, ex hockeista su ghiaccio canadese
- 21 novembre - Sa'id al-Ghamdi, terrorista saudita († 2001)
- 22 novembre - Raúl Arévalo, attore, regista e sceneggiatore spagnolo
- 22 novembre - Josh Cooke, attore statunitense
- 22 novembre - Chris Doran, cantante irlandese
- 22 novembre - Emmanuel Ekwueme, ex calciatore nigeriano
- 22 novembre - Andrew Knott, attore britannico
- 22 novembre - Nicoletta Luciani, pallavolista italiana
- 22 novembre - Christian Terlizzi, allenatore di calcio e ex calciatore italiano
- 22 novembre - Leeanna Walsman, attrice australiana
- 22 novembre - Eva Ódorová, tennistavolista slovacca
- 23 novembre - Janine Belton, ex nuotatrice britannica
- 23 novembre - Kelly Brook, modella, attrice e conduttrice televisiva britannica
- 23 novembre - Thomas Gaardsøe, ex calciatore danese
- 23 novembre - Teresa Gabriele, ex cestista canadese
- 23 novembre - Ivica Kostelić, ex sciatore alpino croato
- 23 novembre - Ararat Mirzoyan, politico e giornalista armeno
- 23 novembre - Nihat Kahveci, ex calciatore turco
- 23 novembre - Jonathan Sadowski, attore statunitense
- 23 novembre - David Sauget, ex calciatore francese
- 23 novembre - Scott Shanle, ex giocatore di football americano statunitense
- 24 novembre - João Paulo di Fábio, ex calciatore brasiliano
- 24 novembre - Enrico Bartolini, cuoco e imprenditore italiano
- 24 novembre - Carmelita Jeter, ex velocista statunitense
- 24 novembre - Joseba Llorente, ex calciatore spagnolo
- 24 novembre - Aidan O'Kane, ex calciatore nordirlandese
- 24 novembre - Patricio Prato, ex cestista argentino
- 24 novembre - Tom Shanklin, rugbista a 15 gallese
- 24 novembre - Natalia Viganò, pallavolista italiana
- 25 novembre - Sandrine Bailly, ex biatleta francese
- 25 novembre - Jerry Ferrara, attore statunitense
- 25 novembre - Thea Gilmore, cantautrice e musicista britannica
- 25 novembre - Manfred Gstatter, ex sciatore alpino austriaco
- 25 novembre - Giovanni Gualdi, ex maratoneta italiano
- 25 novembre - Brooke Haven, attrice pornografica statunitense
- 25 novembre - Ramil' Jusupov, ex giocatore di calcio a 5 kazako
- 25 novembre - Joel Kinnaman, attore svedese
- 25 novembre - Yaw Mireku, calciatore ghanese
- 25 novembre - Efrem Morelli, nuotatore italiano
- 25 novembre - Sambou Traoré, ex cestista francese
- 25 novembre - Slavko Vinčić, arbitro di calcio sloveno
- 26 novembre - Ike Amadi, doppiatore nigeriano
- 26 novembre - Massimiliano Blardone, allenatore di sci alpino e ex sciatore alpino italiano
- 26 novembre - Paul Del Bello, musicista italiano
- 26 novembre - Julien Ingrassia, ex copilota di rally francese
- 26 novembre - Heli Jukkola, orientista finlandese
- 26 novembre - Tommaso Labate, giornalista, conduttore televisivo e conduttore radiofonico italiano
- 27 novembre - Ricky Carmichael, pilota motociclistico statunitense
- 27 novembre - Maria Chiara Franchini, ex cestista italiana
- 27 novembre - Sebastián Garrocq, pallavolista argentino
- 27 novembre - Hilary Hahn, violinista statunitense
- 27 novembre - Brendan Haywood, ex cestista statunitense
- 27 novembre - Eero Heinonen, bassista e cantante finlandese
- 27 novembre - Deniss Kačanovs, ex calciatore lettone
- 27 novembre - Radoslav Kováč, ex calciatore ceco
- 27 novembre - Diego Mularoni, ex nuotatore sammarinese
- 27 novembre - Boban Savović, ex cestista, allenatore di pallacanestro e dirigente sportivo montenegrino
- 27 novembre - The Streets, rapper britannico
- 27 novembre - Teemu Tainio, allenatore di calcio e ex calciatore finlandese
- 27 novembre - Aleksandar Vasoski, allenatore di calcio e ex calciatore macedone
- 28 novembre - Jaroslav Balaštík, ex hockeista su ghiaccio ceco
- 28 novembre - Luca Bastianello, attore italiano
- 28 novembre - Chamillionaire, rapper statunitense
- 28 novembre - Sōtīrīs Gkioulekas, cestista greco
- 28 novembre - Daniel Henney, attore e modello statunitense
- 28 novembre - Jiří Kaufman, calciatore ceco
- 28 novembre - Jamie Korab, giocatore di curling canadese
- 28 novembre - Thomas Lurz, ex nuotatore tedesco
- 28 novembre - Yvonne Magwas, politica tedesca
- 28 novembre - Daniel Paur, ex hockeista su ghiaccio italiano
- 28 novembre - Sarah Perry, scrittrice britannica
- 28 novembre - Ondřej Štěpánek, canoista ceco
- 28 novembre - Yasuyo Yamagishi, ex calciatrice giapponese
- 29 novembre - Simon Amstell, comico, conduttore televisivo e sceneggiatore britannico
- 29 novembre - Adam Barrett, ex calciatore inglese
- 29 novembre - Horacio Cardozo, ex calciatore argentino
- 29 novembre - Louay Chanko, calciatore e allenatore di calcio svedese
- 29 novembre - Michael Lamey, ex calciatore olandese
- 29 novembre - Costas Philippou, artista marziale misto e ex pugile cipriota
- 29 novembre - Vanessa Rodríguez, ex calciatrice spagnola
- 29 novembre - Eric Schmieder, ex cestista statunitense
- 29 novembre - Abdoulaye Soulama, calciatore burkinabé († 2017)
- 29 novembre - The Game, rapper e attore statunitense
- 29 novembre - Davor Čutura, ex pallamanista e allenatore di pallamano serbo
- 30 novembre - Chris Atkinson, pilota di rally australiano
- 30 novembre - Yao Aziawonou, ex calciatore togolese
- 30 novembre - Stephen Campbell Moore, attore britannico
- 30 novembre - Severn Cullis-Suzuki, attivista, conduttrice televisiva e scrittrice canadese
- 30 novembre - Filipe da Silva, allenatore di pallacanestro e ex cestista portoghese
- 30 novembre - Umberto Del Core, ex calciatore italiano
- 30 novembre - Saif Eldin, calciatore sudanese
- 30 novembre - Cheikh Gadiaga, ex calciatore senegalese
- 30 novembre - Jeff Greer, ex cestista statunitense
- 30 novembre - Janício Martins, ex calciatore capoverdiano
- 30 novembre - Annemieke Kiesel, allenatrice di calcio e ex calciatrice olandese
- 30 novembre - Diego Klattenhoff, attore canadese
- 30 novembre - Andrés Nocioni, ex cestista argentino
- 30 novembre - Ruslan Poladov, ex calciatore azero
- 30 novembre - Bart Santana, attore spagnolo
- 30 novembre - Robbie Stockdale, allenatore di calcio e ex calciatore scozzese
- 30 novembre - David Howard Thornton, attore statunitense
- 30 novembre - Iryna Vereščuk, politica ucraina